# Fabio Zerpa
Fabio Pedro Alles Zerpa, (Rosario, Colonia, Uruguay; 4 de diciembre de 1928 - Buenos Aires, 7 de agosto de 2019) fue un actor, historiador, ufólogo y parapsicólogo de origen uruguayo con residencia en Argentina.

## Biografía
Profesor de Historia y actor de profesión, con roles protagónicos en teatro, cine y televisión; cuya carrera actoral más destacada se desarrolló entre los años 1955 y 1969, integrando elencos con primeros actores y actrices.
Emigró a la Argentina en 1951. En 1959 tuvo el giro que lo llevó a dedicarle su vida a la Ufología. El 17 de noviembre de ese año, al mediodía, Zerpa estaba en un avión militar de la Fuerza Aérea para grabar una escena de “Cóndores de acero”, una serie televisiva de Canal 7. En el aire, en el trayecto desde Morón, sede de la Segunda Brigada Aérea, hasta el polígono de tiro de la Fuerza Aérea de Tigre, el piloto le dijo: "Fijate lo que tenés a la izquierda". Según su relato, vio un "aparato alargado", que venció la fuerza de la gravedad. En total silencio, el aparato se detuvo, no se cayó. Luego, ese "aparato" también vencería la ley de la inercia: hizo un ángulo de 60° Ahí -según Zerpa- le hizo al piloto una pregunta "¿Qué es ésto, Alexis?", a lo que el piloto contestó: Esto es un plato volador. Este hecho hizo que el profesor Zerpa se interesara en la vida extraterrestre y comenzó sus estudios sobre ufología en 1959; luego de algunos años de investigación, a mediados de la década de 1960 comenzó a dar sus primeras conferencias
En 1966 creó el programa radial Más allá de la cuarta dimensión. Años después, en 1973, fundó la revista Cuarta Dimensión dedicada a la investigación de ese fenómeno. Desde entonces, reportó más de 3000 avistamientos y contactos con Ovnis.
En 1968 formó ONIFE (Organización Nacional de Investigación de Fenómenos Espaciales), entidad que contaba con un panel técnico-científico de 36 asesores; después de haber realizado el "Primer Simposio de Investigación de Vida Extraterrestre" en el Auditorio de la Facultad de Medicina de Buenos Aires, Argentina.
Miembro de distintas entidades internacionales de Ovnilogía, Parapsicología, Estudios Antropológicos y Esotéricos. Miembro en 45 congresos, siendo 12 en calidad de Presidente, realizados en 14 países de América y Europa.
Miembro de Honor de CEFORA (Centro de Fenómenos Ovnilógicos República Argentina) y RADIO (Red Argentina de Investigadores Ovni).
Entre 1977 y 1979, financia "Umbral Tiempo Futuro," revista libro dirigida por Nahuel Villegas, con selecciones de relatos fantásticos y ciencia ficción. Originalmente fue concebida como una hermana literaria de la revista sobre Ovnis "Cuarta Dimensión" (1973-1990).
En 1992 funda la casa de enseñanza "Disciplinas de apertura" donde dictó cursos, seminarios y distintas carreras.
Durante los primeros años de la década de 2000, fue conductor del programa televisivo La casa Infinito que salía al aire para toda Latinoamérica por la señal de televisión Infinito.
Desde 2001 dirigió la revista en línea El quinto hombre. En diciembre de 2005 fue nombrado embajador cultural de la ciudad de Colonia del Sacramento en su país natal. Durante 2010 colaboró con la revista de ecología y terapias naturales El umbral, publicada en Buenos Aires.
En 2009, en coautoría con el escritor argentino Marcelo Daniel Gil, publicó su autobiografía Fabio Zerpa tiene razón, presentada en la Feria Internacional del Libro de Buenos Aires. El cantante de rock, Andrés Calamaro, autor de la canción que inspiró el título del libro, escribió el prólogo. En el disco Viaje al cosmos de Hugo Bistolfi, Zerpa hace los relatos.
Con respecto a su vida privada, Zerpa siempre supo estar acompañado de bellas mujeres, sus esposas fueron: Gloria Ugarte, actriz de cine y teatro; Thelma Stefani, actriz y vedette; Bettina Allen, traductora e investigadora y Adriana Ferreyra, estudiosa e investigadora.
La biblioteca personal de Fabio Zerpa, que estaba constituida por un millar de volúmenes, fue donada en su totalidad a distintas bibliotecas públicas argentinas, con lo cual estas instituciones pueden contar con una extensa bibliografía sobre temáticas como ufología y parapsicología de nivel internacional.

## Filmografía

### Cine
- Largo viaje (1969)
- La culpa (1967) encarnó a Marcos Ferrari
- La muchachada de a bordo (1967)
- El galleguito de la cara sucia (1966)
- Un viaje al más allá (1964)
- El gordo Villanueva (1964)
- Club del Clan (1964)
- Los inocentes (1963)
- Las modelos (1963)
- Una jaula no tiene secretos (1962)
- El jefe (1958) actuó como Policía
- Más pobre que una laucha (1955)

### Televisión
- Cóndores de acero (1959) con Teniente Alexis De Nogaetz (FAA), como doble de riesgo.
- Operación Cero (1960) reunió a prestigiosos actores en una producción de Canal 7 Buenos Aires.
- El amor tiene cara de mujer (1966) con Nelly Láinez y Claudia Lapacó.
- Cuatro hombres para Eva (1966) con María Aurelia Bisutti.
- Alta Comedia (1970) reunió prestigiosas figuras del teatro y del cine rioplatense en Canal 9 Libertad.
- Gran teatro universal (1970) teleteatro unitario con elencos rotativos emitido por Canal 7 Buenos Aires.
- Teatro Palmolive del aire. Ciclo de obras de la literatura universal.
- Teatro 9. Ciclo de teatro producido por Canal 9 Libertad, de Buenos Aires, Argentina.

### Radio
- Las dos carátulas (1960) programa dedicado a transmitir obras teatrales de todos los géneros, con la participación de actores y técnicos de primer nivel.

## Obras
- Un hombre en el universo (Cielosur –Argentina– 1975)
- El OVNI y sus misterios (Nauta –España– 1976)
- Dos científicos viajan en OVNI (Cielosur –Argentina– 1978)
- Los hombres de negro y los OVNI (Plaza y Janés –España– 1977 - Reeditado por Planeta Argentina en 1989)
- El reino subterráneo  (Planeta –Argentina– 1990)
- El mundo de las vidas anteriores  (Planeta –Argentina– 1991)
- Apertura de lo insólito (Club de Lectores –Argentina– 1991)
- Predicciones de la Nueva Era (Ediciones CS, 1992)
- La vida desde adentro (Editorial Beas, 1993)
- Los OVNIS existen y son extraterrestres (Planeta, 1994/1995)
- Ellos, los seres extraterrestres (Editorial Ameghino --Argentina-- 1996)
- Los verdaderos hombres de negro (Editorial Ameghino --Argentina-- 1997)
- Predicciones para el nuevo siglo (H&H Editores, 1999)
- El Nostradamus de América (Editorial Continente, 2003)
- Fabio Zerpa tiene razón. Biografía desclasificada (Coautor Marcelo Daniel Gil. Editorial Atlántida, 2009)
- Ovni(s) y ciudades intraterrenas. Investigación y verdad (Editorial Obelisco, 2012)
- Señales en el cielo (Editorial Sudamericana --Argentina-- 2017).

## Fotonovelas
- Lo inalcanzable, con Dora Baret.
- La violación, con Pablo Moret y Dora Baret.